# Норман Теббіт
Норман Теббіт (англ. Norman Tebbit; 29 березня 1931, Пондерс-Енд, Міддлсекс — 7 липня 2025) — британський політик-консерватор.

## Життєпис
Народився в сім'ї робітничого класу. Здобув освіту в Edmonton County School. Працював журналістом у The Financial Times. З 1949 по 1953 рік Норман служив у ВПС, після завершення військової служби був пілотом British Overseas Airways Corporation. У 1970 р. його було обрано членом парламенту.
У 1979 р. Теббіт був призначений заступником міністра торгівлі. У вересні 1981 р. він отримав портфель міністра зайнятості. Після виборів 1983 р. Теббіт став міністром торгівлі та промисловості. У 1985 р. був призначений головою Консервативної партії та канцлером герцогства Ланкастерського. У 1992 р. він залишив парламент.